# Revenge of the Creature
Revenge of the Creature is een Amerikaanse horrorfilm uit 1955 onder regie van Jack Arnold. In Nederland werd de film destijds uitgebracht onder de titel De wraak van het monster.

## Verhaal
Een groep avonturiers gaat in opdracht van een pretpark op expeditie in het Amazonegebied. Daar willen ze een monsterachtig wezen vangen. Het monster wordt verliefd op Helen Dobson, die hij ontvoert na zijn ontsnapping.

## Rolverdeling
| Acteur          | Personage                                          |
| --------------- | -------------------------------------------------- |
| John Agar       | Professor Clete Ferguson                           |
| Lori Nelson     | Helen Dobson                                       |
| John Bromfield  | Joe Hayes                                          |
| Nestor Paiva    | Lucas                                              |
| Grandon Rhodes  | Jackson Foster                                     |
| Dave Willock    | Lou Gibson                                         |
| Robert Williams | George Johnson                                     |
| Charles Cane    | Politiecommissaris                                 |
| Ricou Browning  | Kieuwenman (onderwater) / labtechnicus (onvermeld) |
| Tom Hennesy     | Kieuwenman (op land) / duiker (onvermeld)          |